# أفتيسات
أفتيسات قرية مغربية تقع على ضفة المحيط الأطلسي ، جنوب مدينة بوجدور. إداريا، تنتمي أفتيسات إلى جماعة الجريفية في إقليم بوجدور التابع لجهة العيون الساقية الحمراء. 

## الموقع الجغرافي
تقع أفتيسات على الطريق الوطنية رقم 1 ، في الجزء الرابط بين مدينتي بوجدور و الداخلة ، على بعد 63 كيلومترا جنوب غربي بوجدور و 286 كيلومترا شمال شرقي الداخلة. 

## النشأة
تم إنشاء قرية أفتيسات سنة 2005 في إطار برنامج تنموي لوزارة الفلاحة والصيد البحري، يهدف إلى إنشاء قرى الصيادين ونقط تفريغ مجهزة على امتداد الساحل المغربي، من أجل تعزيز قطاع الصيد البحري وإنعاش الصيد التقليدي.  و هي واحدة من القرى العشرة المنشأة في المناطق الجنوبية ( جهة العيون الساقية الحمراء و جهة الداخلة وادي الذهب ) ،

## المرافق والبنية التحتية
تتوفر أفتيسات على سوق سمك واحد، 30 مخزنا لتجارة السمك و 204 مخزنا للبحارة، بالإضافة إلى مخزن للصناديق وورشة لإصلاح المحركات.  و تعرف القرية نشاط 635 قاربا للصيد التقليدي . 

على مستوى البنية التحتية، تعرف أفتيسات حاليا مشروع إنجاز مزرعة الرياح، التي من شأنها أن تزود القرية والمناطق المجاورة لها بطاقة مستدامة. 